# Siphloplecton simile
Siphloplecton simile är en dagsländeart som beskrevs av Berner 1978. Siphloplecton simile ingår i släktet Siphloplecton och familjen Metretopodidae. Inga underarter finns listade i Catalogue of Life.